# Liste des chansons d'Oasis

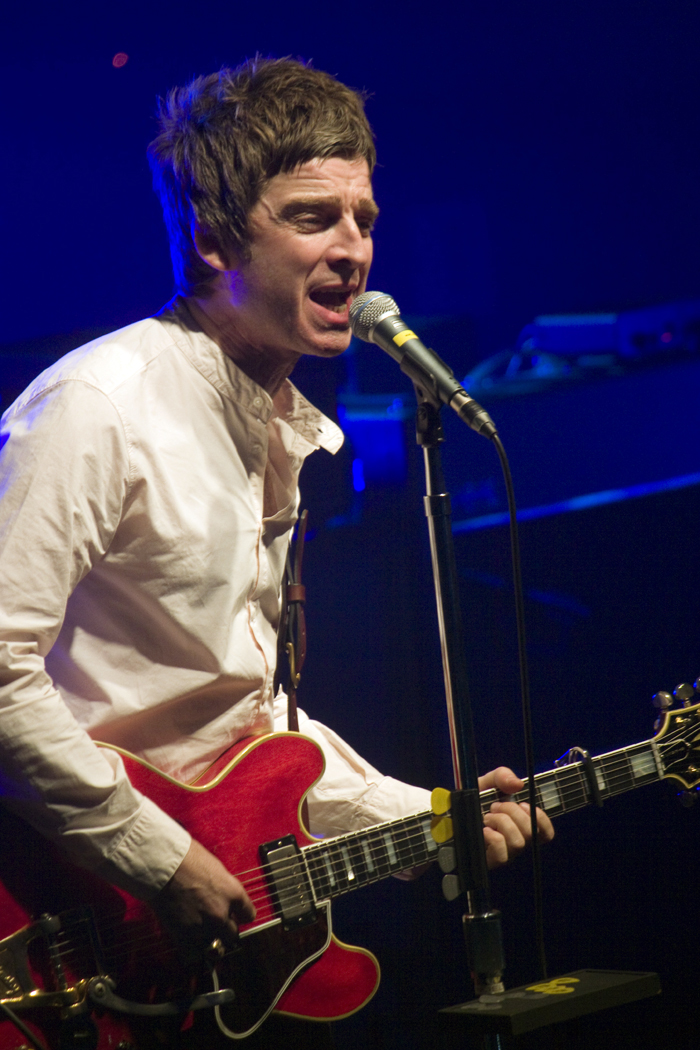
Liam Gallagher, guitariste et principal compositeur de Oasis, au Razzmatazz de 2012

Voici la liste complète des chansons du groupe anglais Oasis. Les remixes et lives ne sont pas indiqués. L'année et la publication pour chaque chanson correspond à sa publication principale (les compilations ne sont pas prises en compte). Ainsi, si une chanson est également un single, seul l'album dont elle est tirée sera précisé, et non pas le single en lui-même, sauf pour Whatever et Lord Don't Slow Me Down, qui sont des singles sans album.

## Chansons originales
| Nom                                              | Publication                        | Année | Compositeur                                | Chanteur Principal             |
| ------------------------------------------------ | ---------------------------------- | ----- | ------------------------------------------ | ------------------------------ |
| (As Long As They've Got) Cigarettes In Hell      | Go Let It Out                      | 2000  | Noel Gallagher                             | Noel Gallagher                 |
| (Get Off Your) High Horse Lady                   | Dig Out Your Soul                  | 2008  | Noel Gallagher                             | Noel Gallagher                 |
| (I Got) The Fever                                | Stand by Me                        | 1997  | Noel Gallagher                             | Liam Gallagher                 |
| (It's Good) To Be Free                           | Whatever                           | 1994  | Noel Gallagher                             | Liam Gallagher                 |
| (Probably) All in the Mind                       | Heathen Chemistry                  | 2002  | Noel Gallagher                             | Liam Gallagher                 |
| (You've Got) The Heart of a Star                 | Songbird                           | 2003  | Noel Gallagher                             | Noel Gallagher                 |
| A Bell Will Ring                                 | Don't Believe the Truth            | 2005  | Gem Archer                                 | Liam Gallagher                 |
| A Quick Peep                                     | Heathen Chemistry                  | 2002  | Andy Bell                                  | Instrumental                   |
| Acquiesce                                        | Some Might Say                     | 1995  | Noel Gallagher                             | Liam Gallagher, Noel Gallagher |
| Ain't Got Nothin'                                | Dig Out Your Soul                  | 2008  | Liam Gallagher                             | Liam Gallagher                 |
| Alive                                            | Shakermaker                        | 1994  | Noel Gallagher                             | Liam Gallagher                 |
| All Around the World                             | Be Here Now                        | 1997  | Noel Gallagher                             | Liam Gallagher                 |
| All Around the World (reprise)                   | Be Here Now                        | 1997  | Noel Gallagher                             | Instrumental                   |
| Angel Child                                      | D'You Know What I Mean?            | 1997  | Noel Gallagher                             | Liam Gallagher                 |
| Bag It Up                                        | Dig Out Your Soul                  | 2008  | Noel Gallagher                             | Liam Gallagher                 |
| Be Here Now                                      | Be Here Now                        | 1997  | Noel Gallagher                             | Liam Gallagher                 |
| Better Man                                       | Heathen Chemistry                  | 2002  | Liam Gallagher                             | Liam Gallagher                 |
| Bonehead's Bank Holiday                          | (What's the Story) Morning Glory?  | 1995  | Noel Gallagher                             | Noel Gallagher                 |
| Born on a Different Cloud                        | Heathen Chemistry                  | 2002  | Liam Gallagher                             | Liam Gallagher                 |
| Boy With The Blues                               | Dig Out Your Soul                  | 2008  | Liam Gallagher                             | Liam Gallagher                 |
| Bring It on Down                                 | Definitely Maybe                   | 1994  | Noel Gallagher                             | Liam Gallagher                 |
| Can Y'see It Now? (I Can See It Now!!)           | Don't Believe the Truth            | 2005  | Noel Gallagher                             | Noel Gallagher                 |
| Carry Us All                                     | Sunday Morning Call                | 2000  | Noel Gallagher                             | Noel Gallagher                 |
| Cast No Shadow                                   | (What's the Story) Morning Glory?  | 1995  | Noel Gallagher                             | Liam Gallagher                 |
| Champagne Supernova                              | (What's the Story) Morning Glory?  | 1995  | Noel Gallagher                             | Liam Gallagher                 |
| Cigarettes & Alcohol                             | Definitely Maybe                   | 1994  | Noel Gallagher                             | Liam Gallagher                 |
| Cloudburst                                       | Live Forever                       | 1994  | Noel Gallagher                             | Liam Gallagher                 |
| Columbia                                         | Definitely Maybe                   | 1994  | Noel Gallagher                             | Liam Gallagher                 |
| D'Yer Wanna Be a Spaceman?                       | Shakermaker                        | 1994  | Noel Gallagher                             | Noel Gallagher                 |
| D'You Know What I Mean?                          | Be Here Now                        | 1997  | Noel Gallagher                             | Liam Gallagher                 |
| Digsy's Dinner                                   | Definitely Maybe                   | 1994  | Noel Gallagher                             | Liam Gallagher                 |
| Don't Go Away                                    | Be Here Now                        | 1997  | Noel Gallagher                             | Liam Gallagher                 |
| Don't Look Back in Anger                         | (What's the Story) Morning Glory?  | 1995  | Noel Gallagher                             | Noel Gallagher                 |
| Eyeball Tickler                                  | Lyla                               | 2005  | Gem Archer                                 | Liam Gallagher                 |
| Fade Away                                        | Cigarettes & Alcohol               | 1994  | Noel Gallagher                             | Liam Gallagher                 |
| Fade In-Out                                      | Be Here Now                        | 1997  | Noel Gallagher                             | Liam Gallagher                 |
| Falling Down                                     | Dig Out Your Soul                  | 2008  | Noel Gallagher                             | Noel Gallagher                 |
| Flashbax                                         | All Around the World               | 1998  | Noel Gallagher                             | Noel Gallagher                 |
| Force of Nature                                  | Heathen Chemistry                  | 2002  | Noel Gallagher                             | Noel Gallagher                 |
| Fuckin' in the Bushes                            | Standing on the Shoulder of Giants | 2000  | Noel Gallagher                             | Instrumental                   |
| Full On                                          | Sunday Morning Call                | 2000  | Noel Gallagher                             | Noel Gallagher                 |
| Gas Panic!                                       | Standing on the Shoulder of Giants | 2000  | Noel Gallagher                             | Liam Gallagher                 |
| Go Let It Out                                    | Standing on the Shoulder of Giants | 2000  | Noel Gallagher                             | Liam Gallagher                 |
| Going Nowhere                                    | Stand by Me                        | 1997  | Noel Gallagher                             | Noel Gallagher                 |
| Guess God Think's I'm Abel                       | Don't Believe the Truth            | 2005  | Liam Gallagher                             | Liam Gallagher                 |
| Half the World Away                              | Whatever                           | 1994  | Noel Gallagher                             | Noel Gallagher                 |
| Headshrinker                                     | Some Might Say                     | 1995  | Noel Gallagher                             | Liam Gallagher                 |
| Hello                                            | (What's the Story) Morning Glory?  | 1995  | Noel Gallagher, Gary Glitter, Mike Leander | Liam Gallagher                 |
| Hey Now!                                         | (What's the Story) Morning Glory?  | 1995  | Noel Gallagher                             | Liam Gallagher                 |
| Hung in a Bad Place                              | Heathen Chemistry                  | 2002  | Gem Archer                                 | Liam Gallagher                 |
| I Believe in All                                 | Dig Out Your Soul                  | 2008  | Liam Gallagher                             | Liam Gallagher                 |
| I Can See a Liar                                 | Standing on the Shoulder of Giants | 2000  | Noel Gallagher                             | Liam Gallagher                 |
| I Hope, I Think, I Know                          | Be Here Now                        | 1997  | Noel Gallagher                             | Liam Gallagher                 |
| I Will Believe                                   | Supersonic                         | 1994  | Noel Gallagher                             | Liam Gallagher                 |
| I'm Outta Time                                   | Dig Out Your Soul                  | 2008  | Liam Gallagher                             | Liam Gallagher                 |
| Idler's Dream                                    | The Hindu Times                    | 2002  | Noel Gallagher                             | Noel Gallagher                 |
| It's Better People                               | Roll With It                       | 1995  | Noel Gallagher                             | Noel Gallagher                 |
| It's Gettin' Better (Man!!)                      | Be Here Now                        | 1997  | Noel Gallagher                             | Liam Gallagher                 |
| Just Getting Older                               | The Hindu Times                    | 2002  | Noel Gallagher                             | Noel Gallagher                 |
| Keep the Dream Alive                             | Don't Believe the Truth            | 2005  | Andy Bell                                  | Liam Gallagher                 |
| Let There Be Love                                | Don't Believe the Truth            | 2005  | Noel Gallagher                             | Liam Gallagher, Noel Gallagher |
| Let's All Make Believe                           | Go Let It Out                      | 2000  | Noel Gallagher                             | Liam Gallagher                 |
| Listen Up                                        | Cigarettes & Alcohol               | 1994  | Noel Gallagher                             | Liam Gallagher                 |
| Little by Little                                 | Heathen Chemistry                  | 2002  | Noel Gallagher                             | Noel Gallagher                 |
| Little James                                     | Standing on the Shoulder of Giants | 2000  | Liam Gallagher                             | Liam Gallagher                 |
| Live Forever                                     | Definitely Maybe                   | 1994  | Noel Gallagher                             | Liam Gallagher                 |
| Lord Don't Slow Me Down                          | Lord Don't Slow Me Down            | 2007  | Noel Gallagher                             | Noel Gallagher                 |
| Love Like a Bomb                                 | Don't Believe the Truth            | 2005  | Liam Gallagher, Gem Archer                 | Liam Gallagher                 |
| Lyla                                             | Don't Believe the Truth            | 2005  | Noel Gallagher                             | Liam Gallagher                 |
| Magic Pie                                        | Be Here Now                        | 1997  | Noel Gallagher                             | Noel Gallagher                 |
| Married with Children                            | Definitely Maybe                   | 1994  | Noel Gallagher                             | Liam Gallagher                 |
| Morning Glory                                    | (What's the Story) Morning Glory?  | 1995  | Noel Gallagher                             | Liam Gallagher                 |
| Mucky Fingers                                    | Don't Believe the Truth            | 2005  | Noel Gallagher                             | Noel Gallagher                 |
| My Big Mouth                                     | Be Here Now                        | 1997  | Noel Gallagher                             | Liam Gallagher                 |
| My Sister Lover                                  | Stand by Me                        | 1997  | Noel Gallagher                             | Liam Gallagher                 |
| One Way Road                                     | Who Feels Love?                    | 2000  | Noel Gallagher                             | Noel Gallagher                 |
| Part of the Queue                                | Don't Believe the Truth            | 2005  | Noel Gallagher                             | Noel Gallagher                 |
| Pass Me Down the Wine                            | The Importance of Being Idle       | 2005  | Liam Gallagher                             | Liam Gallagher                 |
| Put Yer Money Where Yer Mouth Is                 | Standing on the Shoulder of Giants | 2000  | Noel Gallagher                             | Liam Gallagher, Noel Gallagher |
| Rock 'n' Roll Star                               | Definitely Maybe                   | 1994  | Noel Gallagher                             | Liam Gallagher                 |
| Rockin' Chair                                    | Roll With It                       | 1995  | Noel Gallagher, Chris Griffiths            | Liam Gallagher                 |
| Roll It Over                                     | Standing on the Shoulder of Giants | 2000  | Noel Gallagher                             | Liam Gallagher                 |
| Roll With It                                     | (What's the Story) Morning Glory?  | 1995  | Noel Gallagher                             | Liam Gallagher                 |
| Round Are Way                                    | Wonderwall                         | 1995  | Noel Gallagher                             | Liam Gallagher                 |
| Sad Song                                         | Definitely Maybe                   | 1994  | Noel Gallagher                             | Noel Gallagher                 |
| Shakermaker                                      | Definitely Maybe                   | 1994  | Noel Gallagher                             | Liam Gallagher                 |
| She's Electric                                   | (What's the Story) Morning Glory?  | 1995  | Noel Gallagher                             | Liam Gallagher                 |
| She Is Love                                      | Heathen Chemistry                  | 2002  | Noel Gallagher                             | Liam Gallagher                 |
| Shout It Out Loud                                | Stop Crying Your Heart Out         | 2002  | Noel Gallagher                             | Noel Gallagher                 |
| Sittin' Here in Silence (On My Own)              | Let There Be Love                  | 2005  | Noel Gallagher                             | Noel Gallagher                 |
| Slide Away                                       | Definitely Maybe                   | 1994  | Noel Gallagher                             | Liam Gallagher                 |
| Soldier On                                       | Dig Out Your Soul                  | 2008  | Liam Gallagher                             | Liam Gallagher                 |
| Some Might Say                                   | (What's the Story) Morning Glory?  | 1995  | Noel Gallagher                             | Liam Gallagher                 |
| Songbird                                         | Heathen Chemistry                  | 2002  | Liam Gallagher                             | Liam Gallagher                 |
| Stand by Me                                      | Be Here Now                        | 1997  | Noel Gallagher                             | Liam Gallagher                 |
| Stay Young                                       | D'You Know What I Mean?            | 1997  | Noel Gallagher                             | Liam Gallagher                 |
| Stop Crying Your Heart Out                       | Heathen Chemistry                  | 2002  | Noel Gallagher                             | Liam Gallagher                 |
| Strange Thing                                    | Live Demonstration                 | 1993  | Noel Gallagher                             | Liam Gallagher                 |
| Sunday Morning Call                              | Standing on the Shoulder of Giants | 2000  | Noel Gallagher                             | Noel Gallagher                 |
| Supersonic                                       | Definitely Maybe                   | 1994  | Noel Gallagher                             | Liam Gallagher                 |
| Take Me Away                                     | Supersonic                         | 1994  | Noel Gallagher                             | Noel Gallagher                 |
| Talk Tonight                                     | Some Might Say                     | 1995  | Noel Gallagher                             | Noel Gallagher                 |
| Thank You for the Good Times                     | Stop Crying Your Heart Out         | 2002  | Andy Bell                                  | Liam Gallagher                 |
| The Cage                                         | Heathen Chemistry                  | 2002  | Noel Gallagher                             | Instrumental                   |
| The Fame                                         | All Around the World               | 1998  | Noel Gallagher                             | Noel Gallagher                 |
| The Girl in the Dirty Shirt                      | Be Here Now                        | 1997  | Noel Gallagher                             | Liam Gallagher                 |
| The Hindu Times                                  | Heathen Chemistry                  | 2002  | Noel Gallagher                             | Liam Gallagher                 |
| The Importance of Being Idle                     | Don't Believe the Truth            | 2005  | Noel Gallagher                             | Noel Gallagher                 |
| The Masterplan                                   | Wonderwall                         | 1995  | Noel Gallagher                             | Noel Gallagher                 |
| The Meaning of Soul                              | Don't Believe the Truth            | 2005  | Liam Gallagher                             | Liam Gallagher                 |
| The Nature of Reality                            | Dig Out Your Soul                  | 2008  | Andy Bell                                  | Liam Gallagher                 |
| The Quiet Ones                                   | The Importance of Being Idle       | 2005  | Gem Archer                                 | Liam Gallagher                 |
| The Shock of the Lightning                       | Dig Out Your Soul                  | 2008  | Noel Gallagher                             | Liam Gallagher                 |
| The Swamp Song                                   | Wonderwall                         | 1995  | Noel Gallagher                             | Instrumental                   |
| The Turning                                      | Dig Out Your Soul                  | 2008  | Noel Gallagher                             | Liam Gallagher                 |
| To Be Where There's Life                         | Dig Out Your Soul                  | 2008  | Gem Archer                                 | Liam Gallagher                 |
| Those Swollen Hand Blues                         | Falling Down                       | 2009  | Noel Gallagher                             | Noel Gallagher                 |
| Turn Up the Sun                                  | Don't Believe the Truth            | 2005  | Andy Bell                                  | Liam Gallagher                 |
| Underneath the Sky                               | Don't Look Back in Anger           | 1996  | Noel Gallagher                             | Liam Gallagher                 |
| Up in the Sky                                    | Definitely Maybe                   | 1994  | Noel Gallagher                             | Liam Gallagher                 |
| Waiting for the Rapture                          | Dig Out Your Soul                  | 2008  | Noel Gallagher                             | Noel Gallagher                 |
| Whatever                                         | Whatever                           | 1994  | Noel Gallagher, Neil Innes                 | Liam Gallagher                 |
| Where Did It All Go Wrong?                       | Standing on the Shoulder of Giants | 2000  | Noel Gallagher                             | Noel Gallagher                 |
| Who Feels Love?                                  | Standing on the Shoulder of Giants | 2000  | Noel Gallagher                             | Liam Gallagher                 |
| Who Put the Weight of the World on My Shoulders? | Goal! Soundtrack                   | 2005  | Noel Gallagher                             | Noel Gallagher                 |
| Wonderwall                                       | (What's the Story) Morning Glory?  | 1995  | Noel Gallagher                             | Liam Gallagher                 |
| Won't Let You Down                               | Lyla                               | 2005  | Liam Gallagher                             | Liam Gallagher                 |

## Reprises
| Nom                               | Publication                                       | Année | Artiste Originel   | Compositeur                            | Chanteur Principal             |
| --------------------------------- | ------------------------------------------------- | ----- | ------------------ | -------------------------------------- | ------------------------------ |
| Step Out                          | Don't Look Back in Anger                          | 1996  | Stevie Wonder      | Stevie Wonder, Henry Cosby, Sylvia Moy | Noel Gallagher                 |
| Cum On Feel the Noize             | Don't Look Back in Anger                          | 1996  | Slade              | Noddy Holder, Jim Lea                  | Liam Gallagher                 |
| Merry Xmas Everybody              | NME In Association With War Child Presents 1 Love | 2002  | Slade              | Noddy Holder, Jim Lea                  | Noel Gallagher                 |
| Helter Skelter                    | Who Feels Love?                                   | 2000  | The Beatles        | Lennon/McCartney                       | Noel Gallagher                 |
| Heroes                            | D'You Know What I Mean?                           | 1996  | David Bowie        | David Bowie, Brian Eno                 | Noel Gallagher                 |
| Hey Hey, My My (Into the Black)   | Familiar to Millions                              | 2000  | Neil Young         | Neil Young                             | Noel Gallagher                 |
| I Am the Walrus                   | Cigarettes & Alcohol                              | 1994  | The Beatles        | Lennon/McCartney                       | Liam Gallagher                 |
| My Generation                     | Little by Little/She Is Love                      | 2002  | The Who            | Pete Townshend                         | Liam Gallagher, Noel Gallagher |
| Street Fighting Man               | All Around the World                              | 1998  | The Rolling Stones | Mick Jagger, Keith Richards            | Liam Gallagher                 |
| You've Got to Hide Your Love Away | Some Might Say                                    | 1995  | The Beatles        | Lennon/McCartney                       | Noel Gallagher                 |

## Chansons non publiées
| Nom                                            | Année     | Compositeur     | Chanteur Principal |
| ---------------------------------------------- | --------- | --------------- | ------------------ |
| See The Sun                                    | 1991–1994 | Noel Gallagher  | Liam Gallagher     |
| I Will Show You                                | 1991–1994 | Noel Gallagher  | Liam Gallagher     |
| Colour My Life                                 | 1991–1994 | Noel Gallagher  | Liam Gallagher     |
| Better Let You Know" (Cartouche Cover)         | 1991–1994 | Serge Ramaekers | Liam Gallagher     |
| Must Be The Music                              | 1991–1994 | Noel Gallagher  | Liam Gallagher     |
| Snakebite                                      | 1991–1994 | Noel Gallagher  | Instrumental       |
| Revolution Song                                | 1999–2000 | Noel Gallagher  | Noel Gallagher     |
| Stop The Clocks                                | 2002–2005 | Noel Gallagher  | Noel Gallagher     |
| Show Me Your Love                              | 2004      | Liam Gallagher  | Liam Gallagher     |
| I Wanna Live In A Dream (In My Record Machine) | 2004–2005 | Noel Gallagher  | Noel Gallagher     |
| Come On It's Alright                           | 2008      | Noel Gallagher  | Noel Gallagher     |
| Man Of Misery                                  | 2009      | Liam Gallagher  | Liam Gallagher     |
| If I Had A Gun                                 | 2009      | Noel Gallagher  | Noel Gallagher     |
| Freaky Teeth"                                  | 2009      | Noel Gallagher  | Noel Gallagher     |
| Everybody Is On The Run"                       | 2009      | Noel Gallagher  | Noel Gallagher     |

- L'année exacte n'étant pas toujours connue, deux années correspondant à la période des sessions d'enregistrement et de composition sont alors indiquées.